# Джордж, Эмма
Эмма Джордж (англ. Emma George) — австралийская прыгунья с шестом, многократная рекордсменка мира, участница летних Олимпийских игр 2000 года.

## Биография
С 8 лет выступала в акробатических номерах цирка «The Flying Fruit Fly Circus», затем перешла в лёгкую атлетику. Окончила университет Эдит Коуэн в Перте и университет Дикина в Мельбурне. 
С 1995 по 1999 год была обладательницей 11 мировых рекордов в прыжках с шестом. Пятикратная чемпионка Австралии (1994, 1995, 1997, 1998, 2000).
Муж — Эшли, сыновья — Остин (род. 2005), Купер (род. 2007) и Бейли (род. 2010)

## Основные результаты
| Год  | Соревнования               | Место проведения       | Место  | Результат |
| ---- | -------------------------- | ---------------------- | ------ | --------- |
| 1997 | Чемпионат мира в помещении | Париж, Франция         | 2      | 4,35 м    |
| 1997 | Летняя Универсиада         | Сицилия, Италия        | 1      | 4,40 м    |
| 1998 | Игры доброй воли           | Нью-Йорк, США          | 2      | 4,30 м    |
| 1998 | Игры Содружества           | Куала-Лумпур, Малайзия | 1      | 4,20 м    |
| 1999 | Чемпионат мира в помещении | Маэбаси, Япония        | 6      | 4,35 м    |
| 1999 | Чемпионат мира             | Севилья, Испания       | 14     | 4,15 м    |
| 2000 | Летние Олимпийские игры    | Сидней, Австралия      | 15 (q) | 4,25 м    |